# Disparada
『Disparada』 (日本語表記:ディスパラヤ、意味は「突進」) はジェラルド・ヴァンドレが人生で初めて出した曲である。 
この曲は、歌手のフリーダ・ボッカラによって「Taureau」というタイトルで フランス語で録音された。

## 内容
1964年のブラジル軍事クーデターをジェラルドは幼少期に受けており、その体験談などが歌詞などにかかれている。 国民の最貧困層の生活改善を目指す社会運動の影響を受けなかったわけではない。
現在ジェラルドの曲で二大巨頭はこの『ディスパラヤ』と『花のことは話さなかったと言わないために』である。